# Libocedrus
Libocedrus är ett släkte inom familjen Cypressväxter bland barrträden, omfattande 8 arter härstammande från Nya Zeeland, Nya Kaledonien, Japan, Kina, Kalifornien och Chile.
Släktet har 2-taliga, ibland skenbart 4-taliga bladkransar, platta dorsiventala grenar och långsträckta kottar. Libocedrus decurrens i Klippiga bergen och Kalifornien samt Libocedrus Bidwilli på Nya Zeeland är viktiga för virkesproduktionen. Under miocen förekom flera Libocedrusarter i Europa.